# هيلموت فرانز
هيلموت فرانز هو مخرج جوقة ألماني، ولد في 1911، وتوفي في 30 يناير 2002.

## وصلات خارجية
- هيلموت فرانز على موقع ميوزك برينز (الإنجليزية)
- هيلموت فرانز على موقع أول ميوزيك (الإنجليزية)
- هيلموت فرانز على موقع ديسكوغز (الإنجليزية)